# 1986 en architecture
| Années de l'architecture : 1983 - 1984 - 1985 - 1986 - 1987 - 1988 - 1989    |
| Décennies de l'architecture : 1950 - 1960 - 1970 - 1980 - 1990 - 2000 - 2010 |

Cet article présente les faits marquants de l'année 1986 en architecture.

## Réalisations
- Construction du Lloyd's building à Londres par Richard Rogers.

## Récompenses
- Grand prix national de l'architecture : Adrien Fainsilber.
- Prix de l'Équerre d'argent : Adrien Fainsilber pour la cité des sciences et de l'industrie de la Villette.
- Prix Pritzker : Gottfried Böhm.

## Naissances
- x

## Décès
- 7 février : Minoru Yamasaki (°  1er décembre 1912).
- 21 février : Mart Stam (° 5 août 1899).